# Prva hrvatska košarkaška liga 2005-2006
La Prva hrvatska košarkaška liga 2005-2006 è stata la 15ª edizione del massimo campionato croato di pallacanestro maschile. La vittoria finale è stata ad appannaggio del Cibona Zagabria.

## Risultati

### Stagione regolare

#### Prima fase
|     | Squadra          | G  | V  | P  | PF   | PS   | Diff | Pt. | Qualificazione |
| --- | ---------------- | -- | -- | -- | ---- | ---- | ---- | --- | -------------- |
| 1.  | Dubrovnik        | 20 | 14 | 6  | 1741 | 1665 | +76  | 34  | poule scudetto |
| 2.  | Cedevita         | 20 | 14 | 6  | 1742 | 1563 | +179 | 34  | poule scudetto |
| 3.  | Brod             | 20 | 13 | 7  | 1740 | 1574 | +166 | 33  | poule scudetto |
| 4.  | Borik Puntamika  | 20 | 13 | 7  | 1649 | 1542 | +107 | 33  | poule scudetto |
| 5.  | Spalato          | 20 | 12 | 8  | 1714 | 1586 | +128 | 32  | poule scudetto |
| 6.  | Šibenka          | 20 | 12 | 8  | 1624 | 1650 | -26  | 32  |                |
| 7.  | Alkar            | 20 | 11 | 9  | 1531 | 1560 | -29  | 31  |                |
| 8.  | Kvarner Rijeka   | 20 | 8  | 12 | 1665 | 1674 | -9   | 28  |                |
| 9.  | Zagorje Varaždin | 20 | 5  | 15 | 1557 | 1670 | -113 | 25  |                |
| 10. | Maksimir         | 20 | 4  | 16 | 1592 | 1812 | -220 | 24  |                |
| 11. | Hermes Analitica | 20 | 4  | 16 | 1668 | 1927 | -259 | 24  |                |

#### Seconda fase
|    | Squadra         | G  | V  | P  | PF   | PS   | Diff. | Pt. | Qualificazione |
| -- | --------------- | -- | -- | -- | ---- | ---- | ----- | --- | -------------- |
| 1. | Cibona Zagabria | 14 | 14 | 0  | 1216 | 1067 | +149  | 28  | playoff        |
| 2. | Zara            | 14 | 9  | 5  | 1278 | 1123 | +155  | 23  | playoff        |
| 3. | Spalato         | 14 | 9  | 5  | 1185 | 1117 | +68   | 23  | playoff        |
| 4. | KK Zagabria     | 14 | 8  | 6  | 1160 | 1163 | -3    | 22  | playoff        |
| 5. | Dubrovnik       | 14 | 5  | 9  | 1136 | 1252 | -116  | 19  |                |
| 6. | Borik Puntamika | 14 | 4  | 10 | 1056 | 1168 | -112  | 18  |                |
| 7. | Cedevita        | 14 | 4  | 10 | 1179 | 1211 | -32   | 18  |                |
| 8. | Brod            | 14 | 3  | 11 | 1060 | 1169 | -109  | 17  |                |

#### Poule retrocessione
|    | Squadra          | G  | V  | P  | PF   | PS   | Diff. | Pt. | Qualificazione          |
| -- | ---------------- | -- | -- | -- | ---- | ---- | ----- | --- | ----------------------- |
| 1. | Alkar            | 20 | 12 | 8  | 1601 | 1568 | +33   | 32  |                         |
| 2. | Šibenka          | 20 | 11 | 9  | 1619 | 1643 | -24   | 31  |                         |
| 3. | Zagorje Varaždin | 20 | 10 | 10 | 1615 | 1600 | +15   | 30  |                         |
| 4. | Kvarner Rijeka   | 20 | 9  | 11 | 1738 | 1708 | +30   | 29  |                         |
| 5. | Hermes Analitica | 20 | 9  | 11 | 1709 | 1738 | -29   | 29  | spareggio retrocessione |
| 6. | Maksimir         | 20 | 9  | 11 | 1657 | 1682 | -25   | 29  | retrocessa in A2 Liga   |

### Playoff
|  | Semifinali | Semifinali      | Semifinali |      |    | Finale          | Finale | Finale |  |
|  |            |                 |            |      |    |                 |        |        |  |
|  | 1.         | Cibona Zagabria | 2          |      |    |                 |        |        |  |
|  | 1.         | Cibona Zagabria | 2          |      |    |                 |        |        |  |
|  | 4.         | KK Zagabria     | 0          |      |    |                 |        |        |  |
|  | 4.         | KK Zagabria     | 0          |      | 1. | Cibona Zagabria | 2      |        |  |
|  |            |                 |            |      | 1. | Cibona Zagabria | 2      |        |  |
|  |            |                 | 2.         | Zara | 1  |                 |        |        |  |
|  | 2.         | Zara            | 2.         | Zara | 1  | 2               |        |        |  |
|  | 2.         | Zara            |            |      |    |                 |        |        |  |
|  | 3.         | Spalato         | 1          |      |    |                 |        |        |  |

| Prva hrvatska košarkaška liga 2005-2006 |
| --------------------------------------- |
| Cibona Zagabria 13º titolo              |

## Squadra vincitrice
| N° | Naz.                   | Ruolo | Sportivo             |  | Alt. |  |
| -- | ---------------------- | ----- | -------------------- |  | ---- |  |
| 4  | Stati Uniti (bandiera) | P     | Scoonie Penn         |  | 178  |  |
| 5  | Croazia (bandiera)     | G     | Davor Kus            |  | 191  |  |
| 6  | Croazia (bandiera)     | C     | Mate Skelin          |  | 215  |  |
| 7  | Stati Uniti (bandiera) | AG    | Bennett Davison      |  | 203  |  |
| 8  | Panama (bandiera)      | GA    | Chris Warren         |  | 196  |  |
| 9  | Croazia (bandiera)     | G     | Damir Rančić         |  | 198  |  |
| 10 | Stati Uniti (bandiera) | P     | Taliek Brown         |  | 185  |  |
| 11 | Croazia (bandiera)     | AP    | Davor Marcelić       |  | 201  |  |
| 13 | Croazia (bandiera)     | C     | Lukša Andrić         |  | 208  |  |
| 14 | Croazia (bandiera)     | C     | Alen Trepalovac      |  | 214  |  |
| 16 | Croazia (bandiera)     | AG    | Jurica Žuža          |  | 206  |  |
| 20 | Croazia (bandiera)     | A     | Marin Rozić          |  | 201  |  |
| 22 | Croazia (bandiera)     | A     | Ivan Perinčić        |  | 208  |  |
| 33 | Croazia (bandiera)     | P     | Aleksandar Ugrinoski |  | 192  |  |
| 52 | Croazia (bandiera)     | AC    | Damir Markota        |  | 208  |  |
|    | Croazia (bandiera)     | All.  | Dražen Anzulović     |  |      |  |